# كيليس (مغنية)
كيليس روجرز (بالإنجليزية: Kelis)‏ ولدت في (21 آب/ أغسطس عام 1979). وهي مطربة أمريكية وكاتبة أغاني ورئيسة طهاة " شيف". عندما بلغت الرابعة عشر من عمرها تم قبولها في مدرسة فيوريلو إتش لاجوارديا الثانوية للموسيقى والفنون التعبيرية في نيويورك. و تعلمت عزف الساكسفون وتمكنت من الحصول على مكان  لتنضم لجوقة الفتيات في هارلم. وقامت كيليس بأنواع مختلفة من الأعمال وبعد تخرجها من المدرسة الثانوية في عام 1997 إنتهى بها الأمر كمغنية احتياطية في الفواصل بأغنية لفرقة الهيب هوب" غريف ديغاز" بعنوان "فيري تيلز/ قصص خرافية". وبدأت لاحقاً العمل مع باريل ويليامز وتشاد هوغو المعروفين بإنتاجهما ل ديو "نيبتونز". بعد ذلك وقعت عقداً مع شركة تسجيلات "فيرجن".

## الحياة الفنية
أصدرت كيليس ألبومها الأول المعد بالاستوديو «كلايدسكوب» في السابع من كانون الأول/ديسمبر 1999. هو ألبوم مستوحى من موسيقا الجاز والديسكو في التسعينات وحصل على نجاح عالمي حاسم. وتم إنتاج ثلاثة أغاني في الألبوم:«مشتعل هناك» و«أشياء جيدة» و «أنسجم معك». إحتل هذا الألبوم المرتبة الثالثة والأربعين في المملكة المتحدة وحصل أيضاً على الجائزة الذهبية (بمبيع أكثر من 500.000 نسخة منه).  وبعد عملها التالي «وندر لاند/أرض العجائب» تخلت عن تسمية التسجيل الأول وكانت مبيعات الألبوم  قليلة ولم يتم إصدار الألبوم في الولايات المتحدة حتى عام 2019 .
وفي سنة 2003 أصدرت كيليس ألبومها الثالث بعنوان «تيستي/ شهي» وقدم الألبوم مجموعة من الأغاني: «ميلك شيك» و «إخدعني» و «مليونير» و «علناً». وحصلت المطربة من وراء هذا الألبوم على شهرة تجارية. وكان ألبومها الرابع «كيليس واز هير/ كيليس كانت هنا» موضوع نزاع وأخدت استراحة من الموسيقى بعد إصداره حيث تدربت خلالها في مدرسة لو كوردون بلو للطبخ.
قامت لاحقاً بتوقيع عقد مع المطرب والمنتج ويليام  آدمز الملقب" ويل أي ام"  و بدأت بتسجيل ألبومها الخامس " فليش تون" الذي تم إصداره في الرابع عشر من أيار/مايو عام 2010. حيث أنتج في هذا الألبوم أربع أغاني من ضمنها: "أكابيلا"، و" الرابع من تموز"ألعاب نارية" والتي حصلت على نجاح كبير لتصنف من أغاني أندية الرقص الأمريكي وقائمة أغاني الرقص البريطانية. وأصبح ألبوم كيليس الجديد المستوحى من الروح " فود/طعام" رابع ألبوم لها من بين أفضل عشر ألبومات في المملكة المتحدة وثاني ألبوم لها من بين أفضل عشر ألبومات في قائمة مجلة بيلبورد لأفضل 200 ألبوم غنائي حيث حصل على المرتبة السادسة.
وقد أشيد بهذا الألبوم الذي تم إنتاجه كاملاً من قبل كيليس وديفيد أندرو سايتك بسبب ترابطه الموسيقي ومحتوى كلماته العميقة الإستقرائية. وقدم الألبوم ثلاثة أغاني: «جيرك ريبز/ رعشة الإضلاع» و «رمبل/دمدمة» و«فرايدي فيش فراي /سمك الجمعة المقلي».

## روابط خارجية
- المطربة كيليس على موقع IMDb (الإنجليزية)
- المطربة كيليس على موقع ميوزك برينز (الإنجليزية)
- المطربة كيليس على موقع رولينغ ستون (الإنجليزية)
- المطربة كيليس على موقع إن إن دي بي (الإنجليزية)
- المطربة كيليس على موقع أول ميوزيك (الإنجليزية)
- المطربة كيليس على موقع ديسكوغز (الإنجليزية)
- المطربة كيليس على موقع ديسكوغز (الإنجليزية)
- المطربة كيليس على موقع قاعدة بيانات الفيلم (الإنجليزية)